# Низовцев, Валерий Николаевич
Валерий Николаевич Низовцев (1947—2004) — киргизский футбольный тренер. Заслуженный тренер КР (1998).

## Биография
Большую часть своей карьеры работал детским тренером. В 1998 году присвоено звание заслуженного тренера Кыргызской Республики.
В 2001 году был назначен главным тренером вновь созданного клуба «Абдыш-Ата» (Кант), первоначальный состав команды состоял из молодых игроков 1985—1987 годов рождения. Первые два сезона под руководством Низовцева команда провела в первой лиге Кыргызстана и занимала места в верхней части таблицы. В 2003 году клуб дебютировал в высшей лиге, где не смог отобраться в финальную часть чемпионата, но через переходный турнир отстоял своё право играть в высшей лиге.
В августе 2004 года тренер ушёл из жизни.
В городе Кант более 10 лет проводится международный детско-юношеский турнир памяти Валерия Низовцева.